# Emil Strauß

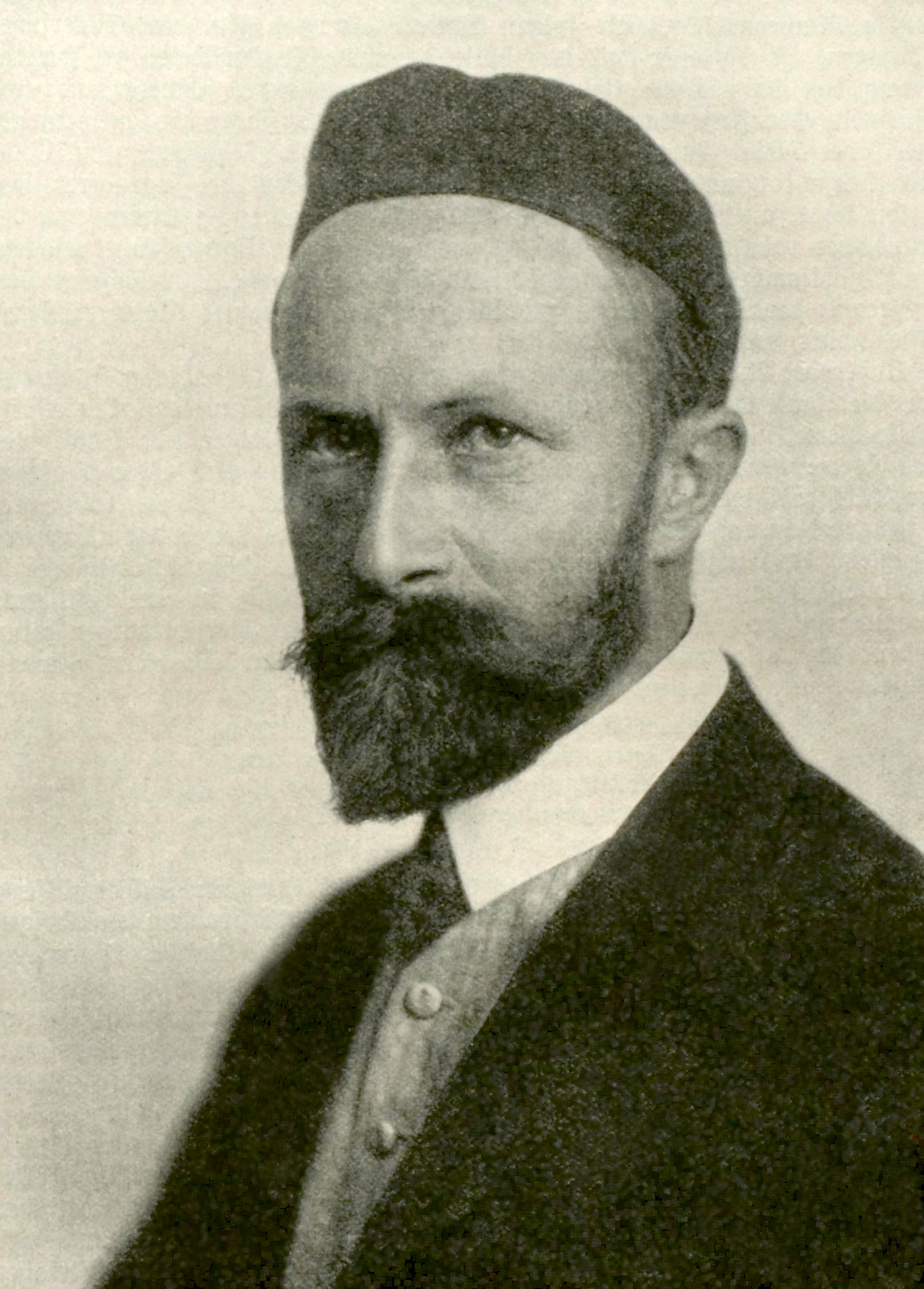
Emil Strauß. Foto von Camille Ruf.

Emil Strauß (* 31. Januar 1866 in Pforzheim; † 10. August 1960 in Freiburg im Breisgau) war ein deutscher Romancier, Erzähler und Dramatiker.

## Leben
Emil Strauß stammte aus einer Pforzheimer Schmuckfabrikanten-Familie. Zunächst studierte er Philosophie, Germanistik und Volkswirtschaftslehre in Freiburg im Breisgau, in Berlin und in Lausanne. Frühzeitig brach er sein Studium ab und beschloss, freier Schriftsteller zu werden. 1892 erschien seine erste Erzählung Der Tier- und der Menschenfreund in der Freien Bühne.
Abgestoßen vom städtisch-bürgerlichen Leben, von Geld- und Berufsstreben wandte er sich der lebensreformerischen Bewegung zu. Zusammen mit dem Kaiserstühler Schriftsteller Emil Gött und anderen lebte Strauß 1891 als Mitglied einer „vegetarianischen Kolonie“ auf der Rheinburg in Gailingen am Hochrhein (Sowohl Emil Strauß als auch Emil Gött verkehrten häufiger im Haus des Chirurgen Gustav Killian in Freiburg wie auch andere Kulturschaffende der badischen Universitätsstadt). Nach dem Scheitern dieses landwirtschaftlichen Siedlungsversuchs auf Gemeinschaftsgrundlage und eines weiteren, gemeinsam mit Emil Gött unternommenen Versuchs alternativer, viehloser Landwirtschaft mit sog. Spatenkultur in der Nähe von Breisach unternahm Strauß längere Reisen in die Schweiz, nach Italien und schließlich, um aus der „deutschen Domestizierung“ auszubrechen, 1892 nach Brasilien. Nach zweijährigem Aufenthalt in Südamerika kehrte er in seine südwestdeutsche Heimat zurück und ließ sich in ländlicher Umgebung bei Ludwigshafen am Bodensee in einfachsten Verhältnissen nieder.

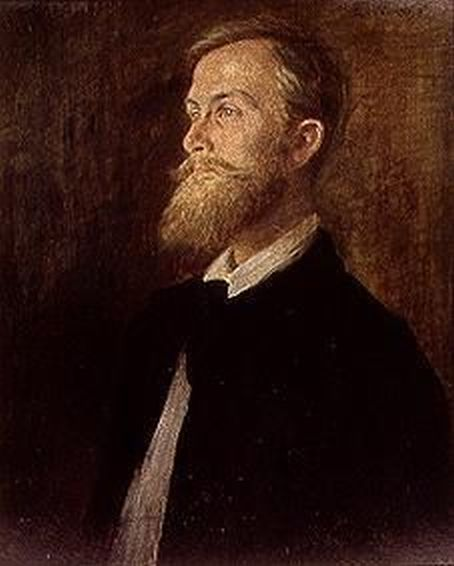
Emil Strauß. Porträt von Ernst Würtenberger.

Zu Beginn des 20. Jahrhunderts erschienen Strauß’ Bücher Der Engelwirt (ca. 190.000 verkaufte Exemplare) sowie Freund Hein, die breitere Aufmerksamkeit fanden; so schrieb Samuel Fischer 1903 an Hermann Hesse, dass er ihn „für unsere stärkste Hoffnung“ halte. Zwei Jahre zuvor hatte Strauß Elisabeth Marschalk (eine Schwägerin von Gerhart Hauptmann) geheiratet. Zwischen 1904 und 1918 publizierte er rege, auch wechselte er wiederholt den Wohnsitz. Angesichts der Niederlage Deutschlands im Ersten Weltkrieg sowie der „Vergessenheit zu Lebzeiten“ wendete er sich im Spannungsfeld aus lebenreformerischem Individualismus und idealistischen Reichsideen zunehmend der radikalen Rechten zu. Im 1923 entstandenen Drama Vaterland, das nach der Uraufführung 1924 verboten wurde, manifestiert sich die politische Neuausrichtung. Kritiker sprachen u. a. von einem „Denkmal des Fanatismus“.
Im Widerspruch dazu erhielt Strauß 1925 – im selben Jahr erwies sich sein ländliches Anwesen als wirtschaftlich unhaltbar – den „Dichterpreis des Verbandes der Kunstfreunde“ und wurde 1926 zum Doctor honoris causa ernannt sowie in die Preußische Akademie der Künste berufen. Auch politisch anders gesinnte Künstler wie Oskar Loerke im S. Fischer Almanach oder Arnold Zweig 1929 in der Weltbühne würdigten bzw. verwiesen auf Strauß. 1931 verließ Strauß gemeinsam mit Erwin Guido Kolbenheyer und Wilhelm Schäfer die Akademie wegen Differenzen um die ideologische Ausrichtung der Institution.
1930 trat Strauß in die NSDAP ein. Nach der Gleichschaltung der Preußischen Akademie der Künste 1933 und der Entfernung von 40 jüdischen und anderen missliebigen Akademiemitgliedern wurde für ihn ein Platz frei. Gleichzeitig beantwortete er den Wunsch nach einem Beitrag zur Bücherverbrennung 1933 mit der Versicherung, der „Kampf“ würde, wie in den 30 Jahren [!] zuvor, rein geistig geführt. 1936 wurde er durch Joseph Goebbels in den Reichskultursenat berufen und erhielt die Goethe-Medaille sowie den Erwin-von-Steinbach-Preis. Sein 70. Geburtstag wurde in der NS-Presse gewürdigt, u. a. durch den einflussreichen NS-Literaturhistoriker Hellmuth Langenbucher, der 1936 im Februarheft von Westermanns Monatsheften eine „eingehende Würdigung der Werke des Dichters“ brachte. Während der NS-Zeit konnte er neue Werke (Das Riesenspielzeug 1935 und Lebenstanz 1940) veröffentlichen. Er stand 1944 in der Gottbegnadeten-Liste des Reichsministeriums für Volksaufklärung und Propaganda.
Vor allem die ab 1949 im Carl Hanser Verlag gedruckten Neuauflagen in der BRD erreichten hohe Auflagen. Ab 1955 lebte Strauß in einem Altenheim bei Freiburg, wo er auch starb. Einige Monate vor seinem Tod verbrannte er den größten Teil seines literarischen Nachlasses sowie alle ihm zugänglichen Briefe. Er wurde auf dem Pforzheimer Hauptfriedhof bestattet.

## Rezeption
Hermann Hesse schrieb 1960, vier Tage nach dem Tod von Strauß: Seine Neigung zum Rassenhass, vielmehr seine aus Brasilien mitgebrachte arische Verachtung andrer Rassen, habe ich teils spät bemerkt, teils nicht ganz ernst genommen. Bald darauf ging er zu Hitler. Es war nicht so, wie Sie es sehen, dass die Nazis sich ihn geholt hätten, er ging gute zehn Jahre vor 33 ganz aus eigenem Antrieb begeistert mit. (Brief an Werner Weber 14. August 1960)
Nach Kriegsende wurde seine Schrift Vaterland (Langen/Müller, München 1936) in der Sowjetischen Besatzungszone auf die Liste der auszusondernden Literatur gesetzt.

## Auszeichnungen und Ehrungen
- 1924: Ehrendoktor-Würde der Universität Freiburg.[9]
- 1936: Goethe-Medaille für Kunst und Wissenschaft
- 1936: Erwin-von-Steinbach-Preis
- 1936: Ehrenbürgerschaft Freiburgs
- 1941: Johann-Peter-Hebel-Preis[10]
- 1942: Franz-Grillparzer-Preis

## Veröffentlichungen (Auswahl)
- Menschenwege, 1899.
- Don Pedro, Drama, 1899.
- Der Engelwirt. Eine Schwabengeschichte, 1901.
- Freund Hein. Eine Lebensgeschichte, 1902.
- Kreuzungen, Roman, 1904.
- Hochzeit, Drama, 1908.
- Hans und Grete, Novellen, 1909.
- Der nackte Mann, Roman, 1912.
- Der Spiegel, Roman, 1919.
- Vaterland, Drama, 1923.
- Der Schleier, Geschichten, 1931.
- Das Riesenspielzeug, Roman, 1934.
- Lebenstanz, Roman, 1940.
- Dreiklang, Erzählungen, 1939 / 1946 / 1947.
- Ludens, Erinnerungen, 1956.
- Der Laufen, Novelle, 1956.